# Karlo Letica
Karlo Letica (Split, 11. veljače 1997.) hrvatski je nogometni vratar. Trenutačno igra za Lausanne-Sport.

## Klupska karijera
Seniorsku karijeru je započeo u splitskom Hajduku. U ožujku 2018. postao prvi vratar, a iste je godine zabio glavom u 96. minuti za pobjedu 3:2 protiv Istre 1961. U ljeto 2018. potpisuje za belgijski Club Brugge. Uslijedile su posudbe u S.P.A.L., Sampdoriju. Potom je igrao za rumunjske klubove CFR Cluj i Hermannstadt. Godine 2023. prešao je u Lausanne-Sport. U travnju 2025. Letica je asistirao u polufinalu kupa protiv Basela dugim ispucavanjem.

## Reprezentativna karijera
Igrao je za selekcije Hrvatske do 19 i 21 godine. Bio je na proširenom popisu za Svjetsko prvenstvo 2018., ali nije uvršten u konačni kadar.

## Priznanja

### Individualna
- Član momčadi sezone Švicarske Superlige: 2023./24.,[7] 2024./25.[8]

### Klupska
Rudeš
- 2. HNL: 2016./17.

Club Brugge
- Belgijska Pro League: 2019./20.
- Belgijski nogometni superkup: 2018./19.

CFR Cluj
- Liga I: 2021./22.

## Vanjske poveznice
- Profil, Hrvatski nogometni savez